# Баня (дем Въртокоп)
Вижте пояснителната страница за други значения на Баня.
Баня (на гръцки: Λουτροχώρι, Лутрохори, катаревуса: Λουτροχῶριov, Лутрохорион, понтийски гръцки: Λουτροχώρ, Лутрохор, до 1926  Μπάνια, Баня) е село в Егейска Македония, Гърция, област Централна Македония, дем Въртокоп (Скидра).

## География
Селото е разположено на 7 km югозападно от демовия център Въртокоп (Скидра) и на 20 km югоизточно от град Воден (Едеса), на 90 m надморска височина в областта Сланица, в североизточното подножие Габер, рид на планината Каракамен (Вермио).

## История

### В Османската империя
Според гръцки източници в края на XVIII век жителите на селото говорят „славомакедонски“.
В 1848 година руският славист Виктор Григорович описва в „Очерк путешествия по Европейской Турции“ Баината като българско село.
Според Николаос Схинас („Οδοιπορικαί σημειώσεις Μακεδονίας, Ηπείρου, Νέας οροθετικής γραμμής και Θεσσαλίας“) в средата на 80-те години на XIX век Байна (Μπάϊνα) има 4 семейства християни и 1 църква („Свети Георги“).
В началото на XX век Баня е малко българско село. В „Етнография на вилаетите Адрианопол, Монастир и Салоника“, издадена в Константинопол в 1878 година и отразяваща статистиката на населението от 1873 година Баня (Banya) е посочено като село с 15 домакинства с 67 жители българи. Според статистиката на Васил Кънчов („Македония. Етнография и статистика“) в 1900 година Баня (Байна) има 84 жители българи.
Всичките жители на Баня са под върховенството на Цариградската патриаршия – по данни на секретаря на Българската екзархия Димитър Мишев („La Macédoine et sa Population Chrétienne“) в 1905 година в селото има 80 българи патриаршисти гъркомани.

### В Гърция
В 1912 година след Балканската война селото попада в Гърция. В 1913 година Панайотис Деказос, отговарящ за земеделието при Македонското губернаторство споменава Баня като село обитавано от „6 патриаршистки славофонски семейства“ (6 πατριαρχικές σλαβόφωνες οικογένειες).
Първите две гръцки преброявания показват 23 и 56 души. През 20-те години в Баня са настанени понтийски гърци, изселени от Турция по силата на Лозанския мирен договор и с тях в 1928 година селото нараства на 115 души (понтийци). В 1926 година Баня е прекръстено на Лутрохори, в превод банско село. В 1940 година селото има 323 жители, от които 113 местни и 210 бежанци.
Селото не пострадва от Гражданската война (1946 - 1949).
Землището на селото се напоява добре и е силно плодородно. Развито е овощарството и се отглеждат също така и сусам, пшеница, памук и други земеделски култури. Частично е развито и краварството.
Баня е център на архиерейското наместничество на Воденската, Пелска и Мъгленска епархия на Гръцката православна църква. На половин километър източно от селото е гробищната църква от XIX век „Свети Георги“, в която има смятана за чудотворна икона. На около 2,5 km от Баня е планинската църква „Свети Пророк Илия“.  (Εξωκλήσι „Προφήτης Ηλίας“). Базиликата „Вси светии“ е преустроена през 1940 година и от 1950 година е главна църква на селото. В селото има и праклис „Възнесение Христово“.
- Църквата „Свети Илия“
- Църквата „Свети Георги“
- Параклисът „Възнесение Господне“

### Преброявания
| Година    | 1913 | 1920 | 1928 | 1940 | 1951 | 1961 | 1971 | 1981 | 1991 | 2001 | 2011 | 2021 |
| --------- | ---- | ---- | ---- | ---- | ---- | ---- | ---- | ---- | ---- | ---- | ---- | ---- |
| Население | 23   | 56   | 165  | 323  | 367  | 435  | 391  | 739  | 483  | 466  | 458  | 399  |

| Климатична таблица                           |         |         |         |         |          |          |          |          |         |         |         |         |                    |
| Месец                                        | Яну     | Фев     | Мар     | Апр     | Май      | Юни      | Юли      | Авг      | Сеп     | Окт     | Ное     | Дек     | Год.               |
| Средна максимална дневна температура °C (°F) | 7 (44)  | 9 (48)  | 14 (57) | 18 (64) | 24 (75)  | 29 (84)  | 31 (88)  | 32 (90)  | 27 (81) | 22 (71) | 14 (55) | 8 (46)  | 19,5 (67)          |
| Средна минимална дневна температура °C (°F)  | 1 (34)  | 3 (37)  | 6 (43)  | 8 (47)  | 12 (54)  | 17 (62)  | 19 (66)  | 18 (64)  | 15 (59) | 12 (54) | 6 (43)  | 3 (37)  | 10 (50)            |
| Валежи (mm)                                  | 43      | 51      | 45      | 35      | 41       | 28       | 27       | 23       | 34      | 39      | 51      | 53      | 470 (39,2 / Месец) |
| P. Температура °C (°F)                       | 19 (66) | 22 (72) | 26 (79) | 32 (90) | 38 (100) | 40 (104) | 41 (106) | 42 (108) | 34 (93) | 31 (88) | 25 (77) | 22 (72) | 31 (88)            |
| Източник: Fallingrain, Freemeteo и Multimap  |         |         |         |         |          |          |          |          |         |         |         |         |                    |